# Pella (condado de Shawano)
Pella es un lugar designado por el censo ubicado en el condado de Shawano en el estado estadounidense de Wisconsin. En el Censo de 2010 tenía una población de 185 habitantes y una densidad poblacional de 41,55 personas por km².

## Geografía
Pella se encuentra ubicado en las coordenadas 44°44′33″N 88°49′7″O / 44.74250, -88.81861. Según la Oficina del Censo de los Estados Unidos, Pella tiene una superficie total de 4.45 km², de la cual 4 km² corresponden a tierra firme y (10.18%) 0.45 km² es agua.

## Demografía
Según el censo de 2010, había 185 personas residiendo en Pella. La densidad de población era de 41,55 hab./km². De los 185 habitantes, Pella estaba compuesto por el 91.89% blancos, el 0% eran afroamericanos, el 0.54% eran amerindios, el 6.49% eran asiáticos, el 0% eran isleños del Pacífico, el 0% eran de otras razas y el 1.08% pertenecían a dos o más razas. Del total de la población el 1.08% eran hispanos o latinos de cualquier raza.